# Cirilo de Kiev
Cirilo (em russo:  Кирилл) foi metropolita de Kiev, provavelmente entre 1039 e 1051.

## Confusão e debate
Ao contrário de Cirilo I, chamado de "o abençoado"  (1224–1233) e Cirilo II (1242–1281), sua existência e seu nome são controversos: sua existência não é conhecida graças às crônicas russas, é o arquimandrita das Cavernas de Kiev, Zacarias Kopistenski que menciona por volta de 1624 -1626. Assim, de acordo com a Enciclopédia Teológica Ortodoxa ou Dicionário Enciclopédico Teológico, "os historiadores não falam dele e não reconhecem sua existência" enquanto este outro relato é rejeitado: Cirilo, "o abençoado", seria historicamente o segundo Cirilo (Cirilo II) e Cirilo II, o terceiro (Cirilo III).